# Eliteserien (Schach) 2014/15
Die Eliteserien 2014/15 (offizieller Name: Codanserien 2014/15) war die neunte Spielzeit der norwegischen Eliteserien im Schach.
Meister wurde der Titelverteidiger Oslo Schakselskap. Da die Klasse von zehn auf zwölf Mannschaften aufgestockt wurde, waren aus der 1. divisjon mit dem Nordstrand Sjakklubb, dem Tromsø Sjakklubb und dem Stavanger Sjakklubb drei Mannschaften aufgestiegen. Während Tromsø und Stavanger den Klassenerhalt erreichten, musste Nordstrand zusammen mit SOSS Selvaagbygg, dem SK 96 Bergen und dem Akademisk Sjakklubb Oslo direkt wieder absteigen. (Da die Eliteserien in der Saison 2015/16 wieder mit zehn Mannschaften gespielt wird, mussten vier Mannschaften absteigen.)
Zu den gemeldeten Mannschaftskadern der teilnehmenden Vereine siehe Mannschaftskader der Eliteserien (Schach) 2014/15.

## Spieltermine
Die Wettkämpfe fanden statt am 31. Oktober, 1. und 2. November 2014, 9., 10. und 11. Januar, 7. und 8. Februar, 6., 7. und 8. März 2015. In den ersten drei Runden wurden je zwei Wettkämpfe in Bergen und je vier Wettkämpfe in Oslo ausgerichtet, die übrigen Wettkämpfe wurden zentral in Oslo ausgetragen. In den letzten drei Runden wurden sämtliche Partien des Tromsø Sjakklubb, je drei Partien des Stavanger Sjakklubb und je eine Partie von SOSS Selvaagbygg via Internet auf dem Server des Internet Chess Club gespielt, da die betreffenden Spieler aufgrund eines Streiks bei der Norwegian Air Shuttle nicht nach Oslo anreisen konnten.

## Endtabelle
| Pl. | Verein                   | Sp | G  | U | V  | MP    | Brett-P.  |
| --- | ------------------------ | -- | -- | - | -- | ----- | --------- |
| 01. | Oslo Schakselskap (M)    | 11 | 11 | 0 | 0  | 22:0  | 47,0:19,0 |
| 02. | Vålerenga Sjakklubb      | 11 | 9  | 1 | 1  | 19:3  | 48,0:18,0 |
| 03. | Asker Schakklubb         | 11 | 6  | 3 | 2  | 15:7  | 38,0:28,0 |
| 04. | Tromsø Sjakklubb (N)     | 11 | 6  | 2 | 3  | 14:8  | 35,0:31,0 |
| 05. | Schakklubben av 1911     | 11 | 6  | 1 | 4  | 13:7  | 36,0:30,0 |
| 06. | Stavanger Sjakklub (N)   | 11 | 5  | 1 | 5  | 11:11 | 34,5:31,5 |
| 07. | Black Knights Oslo       | 11 | 4  | 2 | 5  | 10:12 | 30,5:35,5 |
| 08. | Bergens Schakklub        | 11 | 4  | 5 | 6  | 9:13  | 28,0:38,0 |
| 09. | SOSS Selvaagbygg         | 11 | 3  | 2 | 6  | 8:14  | 28,0:38,0 |
| 10. | Nordstrand Sjakklubb (N) | 11 | 3  | 2 | 6  | 8:14  | 27,0:39,0 |
| 11. | SK 96 Bergen             | 11 | 0  | 2 | 9  | 2:20  | 22,0:44,0 |
| 12. | Akademisk Sjakklubb Oslo | 11 | 0  | 1 | 10 | 1:21  | 22,0:44,0 |

## Entscheidungen
|     | Norwegischer Meister: Oslo Schakselskap                                                                      |
|     | Absteiger in die 1. divisjon: SOSS Selvaagbygg, Nordstrand Sjakklubb, SK 96 Bergen, Akademisk Sjakklubb Oslo |
| (M) | Meister der letzten Saison                                                                                   |
| (N) | Aufsteiger der letzten Saison                                                                                |

## Kreuztabelle
| Ergebnisse | Ergebnisse               | 01. | 02. | 03. | 04. | 05. | 06. | 07. | 08. | 09. | 10. | 11. | 12. |
| ---------- | ------------------------ | --- | --- | --- | --- | --- | --- | --- | --- | --- | --- | --- | --- |
| 01.        | Oslo Schakselskap        |     | 4   | 4½  | 4½  | 4   | 5   | 4   | 4½  | 4½  | 4½  | 4   | 3½  |
| 02.        | Vålerenga Sjakklubb      | 2   |     | 3   | 5   | 4½  | 4½  | 4½  | 5½  | 5   | 5½  | 4½  | 4   |
| 03.        | Asker Schakklubb         | 1½  | 3   |     | 3   | 4   | 4   | 3   | 4½  | 2½  | 4   | 3½  | 5   |
| 04.        | Tromsø Sjakklubb         | 1½  | 1   | 3   |     | 2½  | 3½  | 4   | 4½  | 4   | 3½  | 3   | 4½  |
| 05.        | Schakklubben av 1911     | 2   | 1½  | 2   | 3½  |     | 2½  | 5   | 4   | 3½  | 3   | 4½  | 4½  |
| 06.        | Stavanger Sjakklub       | 1   | 1½  | 2   | 2½  | 3½  |     | 3   | 2   | 4½  | 5   | 6   | 3½  |
| 07.        | Black Knights Oslo       | 2   | 1½  | 3   | 2   | 1   | 3   |     | 2½  | 4   | 3½  | 3½  | 4½  |
| 08.        | Bergens Schakklub        | 1½  | ½   | 1½  | 1½  | 2   | 4   | 3½  |     | 3   | 2½  | 4   | 4   |
| 09.        | SOSS Selvaagbygg         | 1½  | 1   | 3½  | 2   | 2½  | 1½  | 2   | 3   |     | 3   | 4½  | 3½  |
| 10.        | Nordstrand Sjakklubb     | 1½  | ½   | 2   | 2½  | 3   | 1   | 2½  | 3½  | 3   |     | 3½  | 4   |
| 11.        | SK 96 Bergen             | 2   | 1½  | 2½  | 3   | 1½  | 0   | 2½  | 2   | 1½  | 2½  |     | 3   |
| 12.        | Akademisk Sjakklubb Oslo | 2½  | 2   | 1   | 1½  | 1½  | 2½  | 1½  | 2   | 2½  | 2   | 3   |     |

## Die Meistermannschaft
| 1.            | Oslo Schakselskap |
| Schachfiguren | Jon Ludvig Hammer, Simen Agdestein, Emanuel Berg, Leif Erlend Johannessen, Einar Gausel, Lars Oskar Hauge, Leif Øgaard, Nicolai Getz, Andreas Moen, Ørnulf Stubberud, Roar Elseth, Sebastian Mihajlov, Mats Persson, Svetoslav Mihajlov. |